# Matteo Bonuccelli
Matteo Bonuccelli (o Bonucelli) da Lucca (Luca, hacia 1599-Roma, 18 de enero de 1654) fue un escultor, restaurador y marchante de arte italiano, conocido en España principalmente por varias obras que le fueron encargadas por Velázquez en el transcurso de su segundo viaje a Italia. Durante mucho tiempo fue conocido erróneamente (y aún lo es) como Matteo Bonarelli, aunque su apellido verdadero fuera Bonuccelli o Bonucelli (escrito con una o con dos ces). También ha sido mencionado en la bibliografía bajo muchas otras variantes, tales como Bonocelli, Boncelli, Bonacelli, Buonocelli, Bovarelli y similares.

## Biografía
La figura de Matteo Bonuccelli está todavía poco estudiada y en algunos aspectos se le recuerda más como esposo de Costanza Piccolomini (citada habitualmente como Costanza Bonarelli) que por su propia labor como escultor, aunque en vida fue un reconocido artista y no un simple fundidor de las obras de otros escultores.

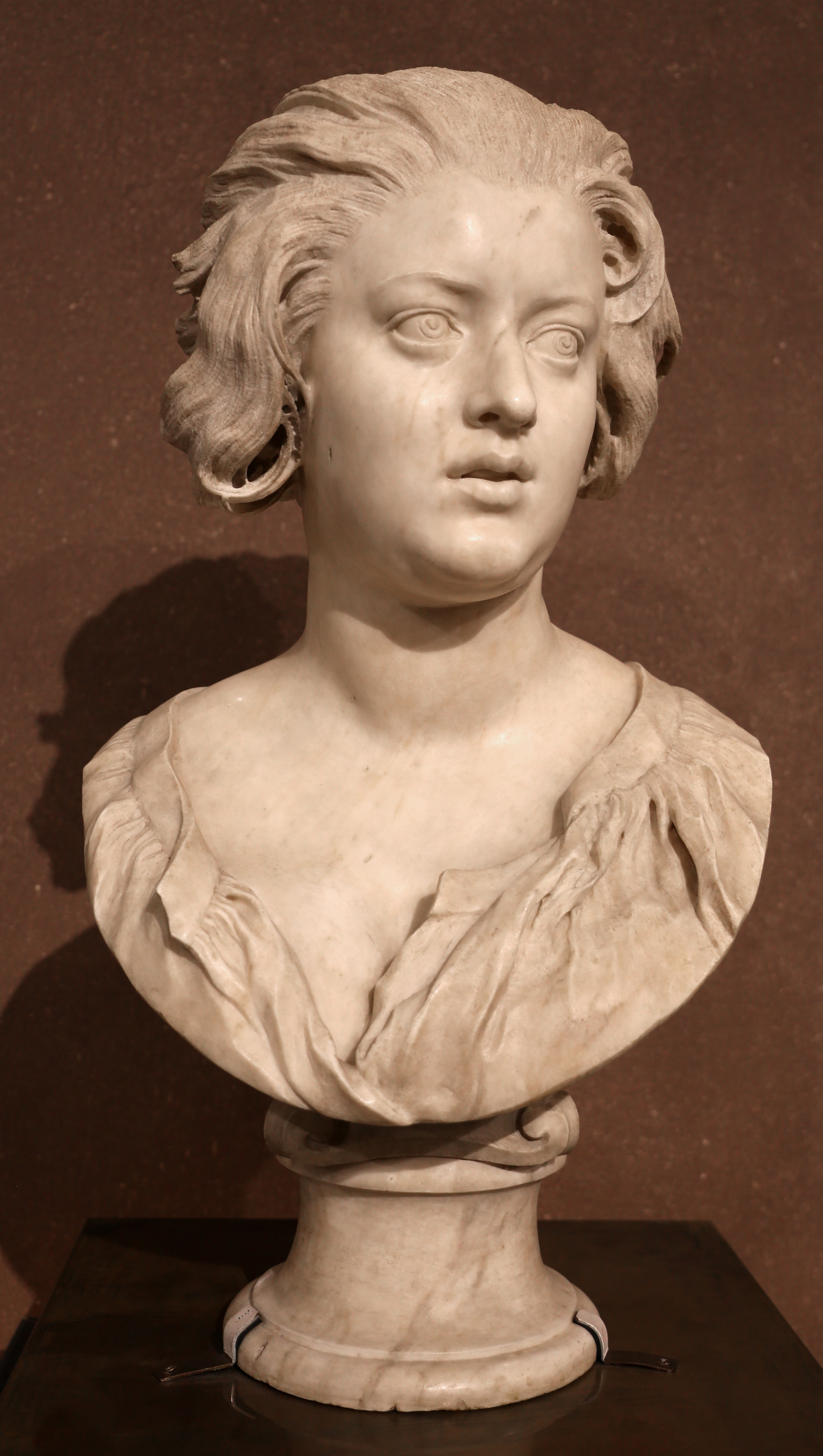
Busto de Costanza Bonarelli, Gian Lorenzo Bernini, hacia 1636, Museo Nacional del Bargello, Florencia

En su calidad de tal, trabajó con Bernini en la decoración de la basílica de San Pedro en Roma. La primera evidencia documental de la actividad de Bonuccelli como asistente de Bernini son unos pagos de 1636 por tres querubines de mármol para las obras de San Pedro, trabajando también en el relieve sobre la balaustrada del San Longino (obra de Bernini) y en la escultura de un niño para la tumba de la condesa Matilde de Canossa (diseñada también por Bernini). Entre 1645 y 1648 trabajó en los relieves en bronce de las pilastras de la nave central de San Pedro. También consta su trabajo como restaurador de antigüedades para la familia Doria Pamphili.
Matteo Bonuccelli había contraído matrimonio el 16 de febrero de 1632 con Costanza Piccolomini (habitualmente citada como Costanza Bonarelli), descendiente de una rama menor y empobrecida de la importante familia italiana Piccolomini, a la cual pertenecieron, entre otros, los papas Pío II y Pío III.
En la época en que Bonuccelli y Bernini trabajaban juntos en el Vaticano, hacia 1636, este último empezó una relación sentimental con Costanza, la esposa de Bonuccelli. Por amor a ella esculpió una de sus mejores obras, un busto de Costanza, que se conserva hoy en día en el Museo del Bargello de Florencia. Pero la relación amorosa terminó violentamente en 1637 cuando Bernini descubrió que  su propio hermano menor, Luigi, mantenía también una relación amorosa con ella. Al saberlo, Bernini golpeó a su hermano con una barra de hierro hasta romperle dos costillas y a punto estuvo de matarlo con una espada. Además envió a un criado a casa de Bonuccelli con instrucciones de desfigurar a Costanza con una navaja. Como consecuencia de estos acontecimientos el papa Urbano VIII hubo de intervenir y multó a Bernini con 3.000 escudos (perdonados después), desterró al hermano y al criado, y encerró a Costanza en la Domus Pia de Urbe hasta el 7 de abril de 1639, en que fue liberada y regresó con su marido, con quien aparentemente se reconcilió.
Matteo Bonuccelli falleció el 18 de enero de 1654, dejando en su testamento heredera universal de sus bienes a su esposa, con quien no tuvo descendencia.

## Obra escultórica en España
Entre 1649 y 1652 Matteo Bonuccelli realizó diversas esculturas en bronce por encargo de Velázquez. Estas obras tenían como destino el Alcázar de Madrid y hoy se conservan repartidas entre el Museo del Prado y el Palacio Real de Madrid.

### Hermafrodito

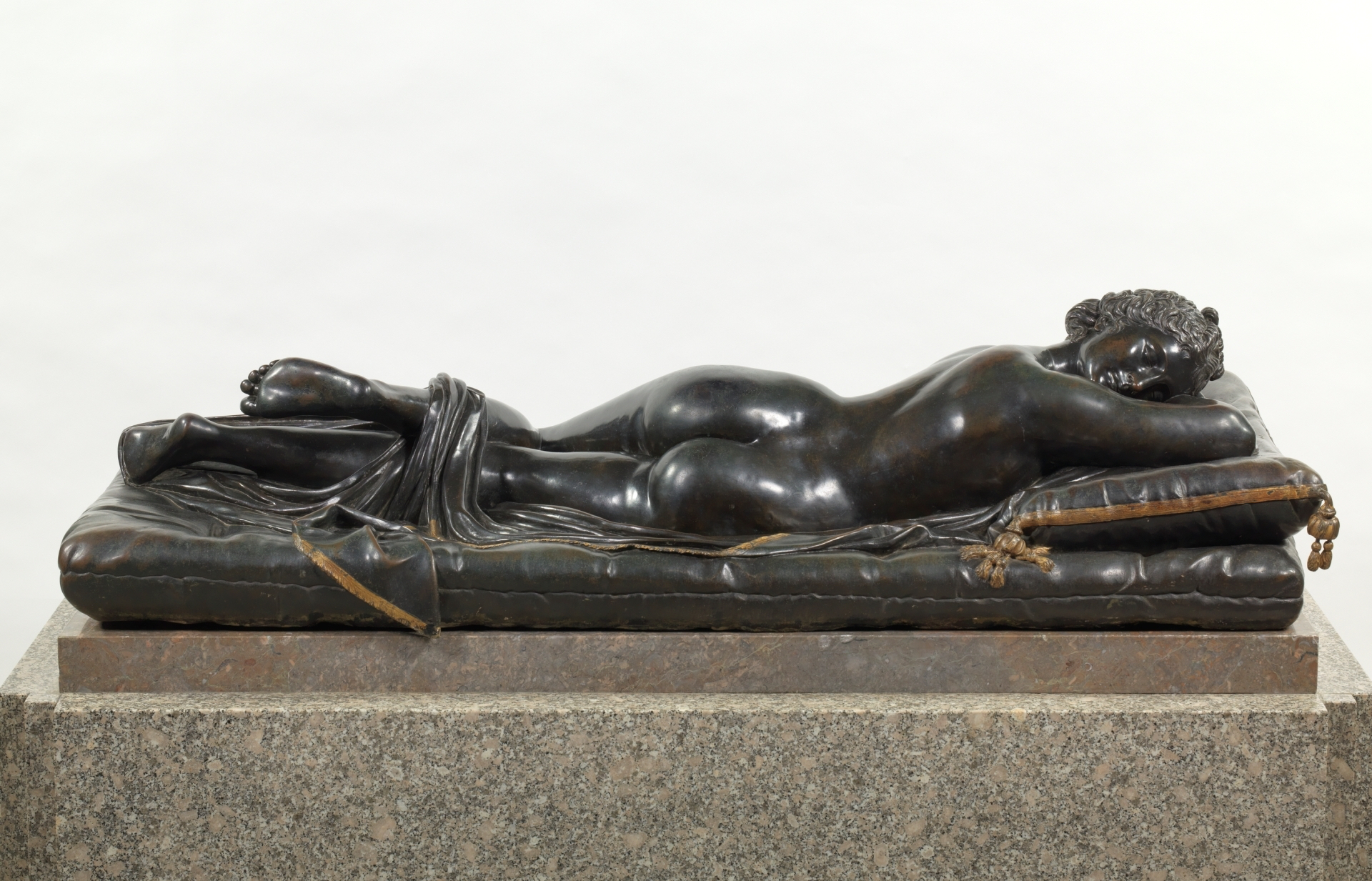
Hermafrodito, 1652, Museo del Prado

En 1652 Bonuccelli se comprometió a realizar en bronce el Hermafrodito y la Venus de la concha de la colección Borghese (ambas hoy en el Museo del Louvre) según un molde y un vaciado de yeso de cada obra que se le facilitaron. En realidad, en lugar de realizar versiones en bronce basadas en moldes, el escultor modeló en barro sus propias versiones, muy similares a las originales pero con claras modificaciones, y posteriormente las fundió en bronce.
Las diferencias en el Hermafrodito van desde la variación del grosor y posición del colchón y la almohada (que repercuten en la inclinación diferente, a partir del torso, de la figura con respecto al original), los paños que cubren parcialmente el desnudo, o la postura de la cabeza y su peinado. La obra se realizó con un cuidado excepcional y con gran atención al detalle hasta el punto de haber aplicado un lienzo sobre el barro blando en la parte del colchón para dejar una impronta que fingiera la textura de la tela en el acabado final. El propio Museo del Prado ha calificado la versión de  Bonuccelli como «obra maestra» en su catálogo oficial de escultura y la ha valorado así: «El rostro, de una gran belleza, el estudio anatómico y el acabado de todos los detalles, convierten a esta pieza en una obra maestra que, como ocurre en otros casos, supera al original».
El escultor firmó su obra con sus iniciales en la parte superior de la almohada. Una copia de la obra de Bonuccelli se conserva en la Gipsoteca de Dresde.

### Venús de la concha

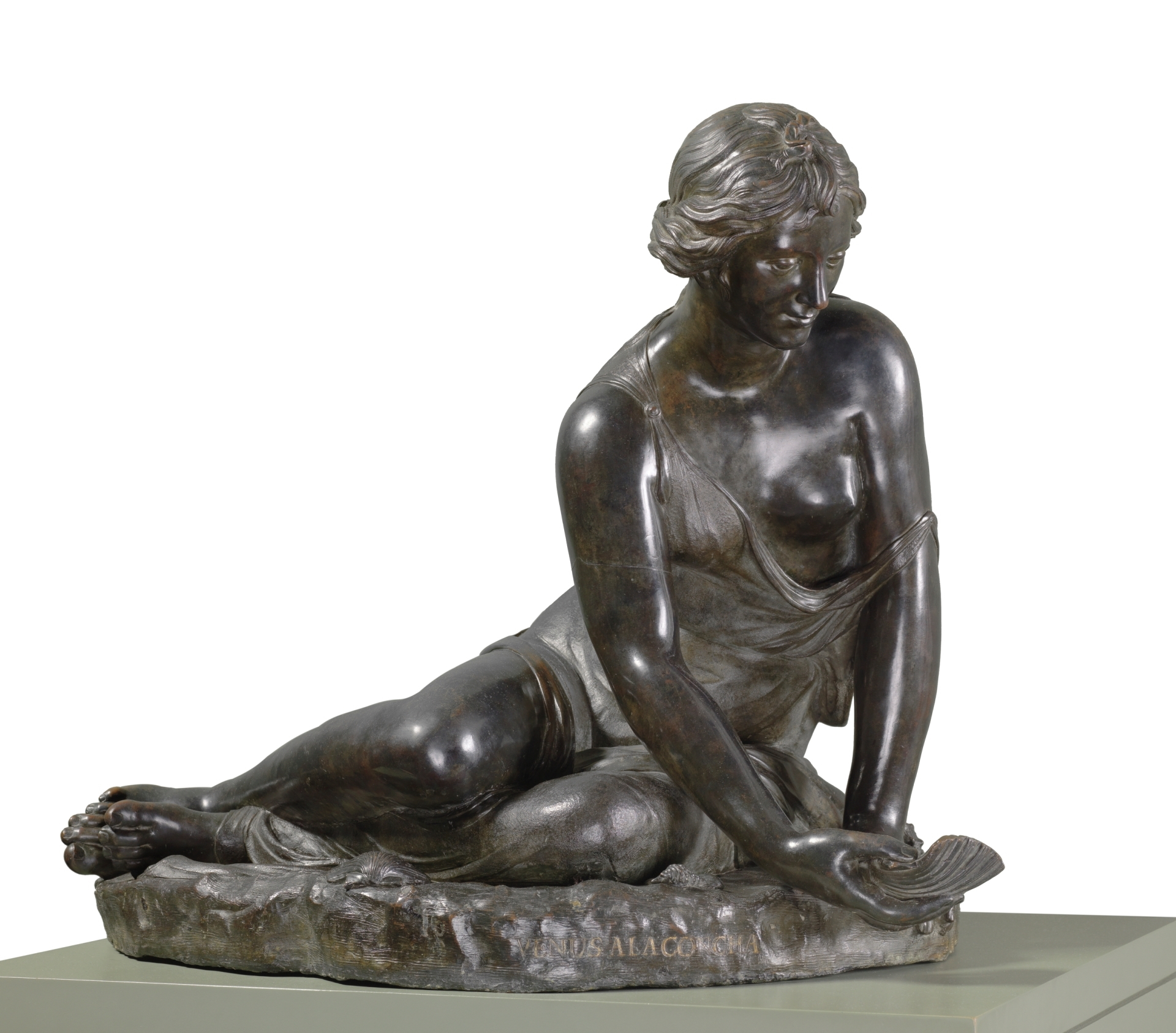
Venus de la concha, hacia 1652, Museo del Prado

Al igual que en el caso del Hermafrodito, Bonuccelli se comprometió en 1652 a realizar en bronce la Venus de la concha de la colección Borghese según un molde y un vaciado de yeso que se le facilitó. En realidad el escultor realizó una versión personal de la obra, similar pero distinta del original antiguo.
La ninfa o muchacha representada en la obra de Bonuccelli mira hacia la concha, que sujeta de forma diferente al original, además de estar mucho más girada hacia el espectador. Pero la principal diferencia reside en la cabeza. La que lleva la estatua de mármol es una cabeza ideal añadida cuando se restauró. La de la Venus de la concha de Bonuccelli representa a alguien mucho más joven, casi una niña, con un peinado propio de aquel momento; podría ser el retrato de alguien del entorno del escultor.
Al igual que el Hermafrodito, la obra está firmada por el escultor con sus iniciales.
El título en español que puede verse en la base de la estatua fue añadido en el siglo XVIII.

### Doce leones de bronce dorado

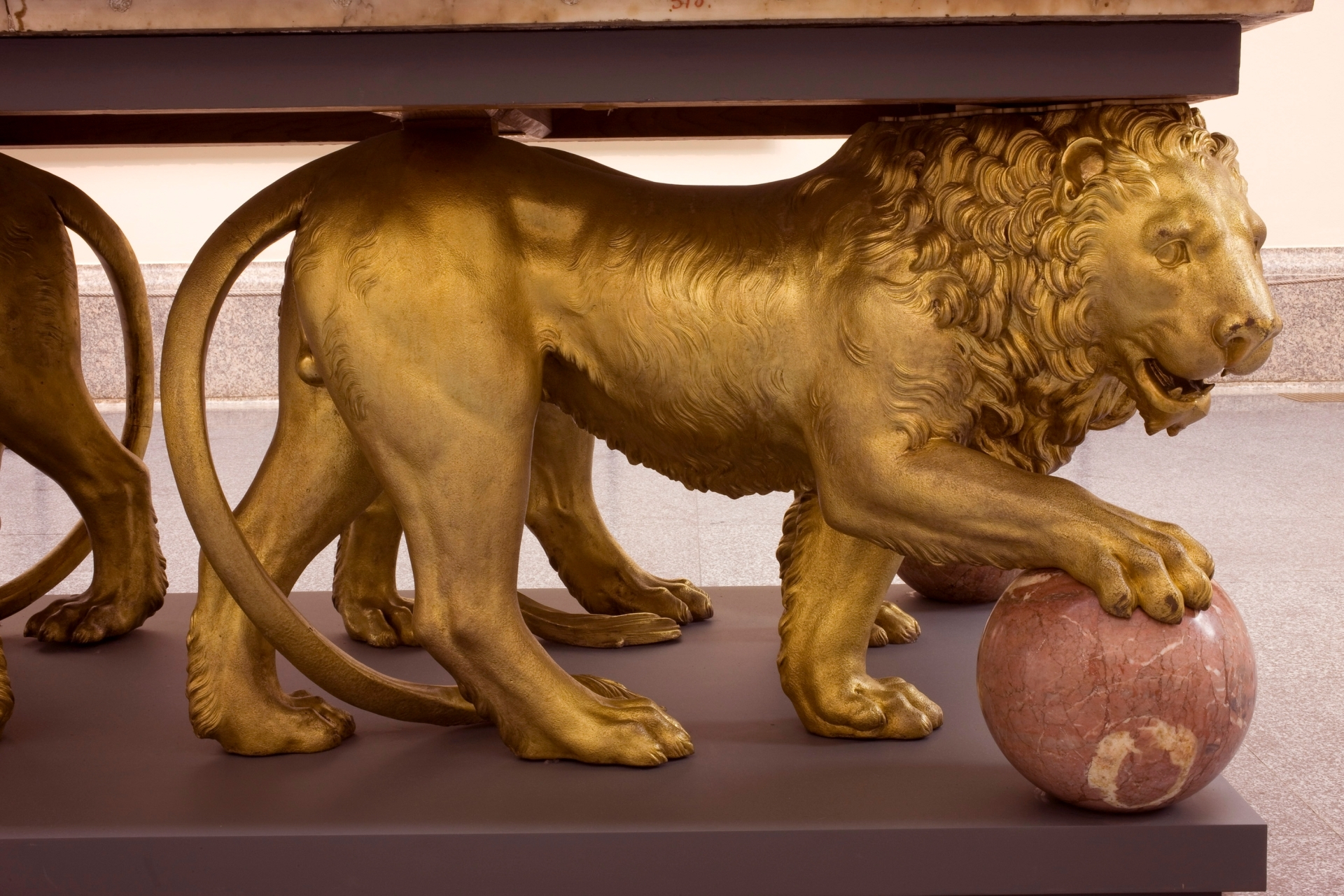
Uno de los leones de Bonuccelli, Museo del Prado

Los doce leones de bronce dorado que Bonuccelli realizó entre 1650 y 1651 fueron, como en el caso del Hermafrodito y la Venus de la concha, encargos realizados por Velázquez al escultor durante su segundo viaje a Italia, en este caso para decorar el Salón Nuevo o Salón de los Espejos del Alcázar de Madrid. Fueron fundidos según dos leones de terracota modelados por Bonuccelli, que se inspiró para su realización en los llamados Leones Médicis. Estos modelos en terracota habían sido realizados a petición de Velázquez, como paso previo para la realización de las versiones en bronce, según unas instrucciones precisas, pues desde el principio se pensó en que estuvieran emparejados de dos en dos y destinados a sostener encima de ellos unos tableros o consolas de mármol o pórfido.
Consiguieron salvarse, aunque con daños, del incendio que destruyó el Alcázar en 1734, pero con el tiempo uno de ellos se perdió o fue descartado por su mal estado, siendo más tarde substituido por una réplica. Actualmente 4 leones se encuentran en el Palacio Real de Madrid, donde están colocados a ambos lados del solio del trono. Los 7 leones restantes, más la réplica, se conservan en el Museo del Prado, donde sostienen dos valiosos tableros realizados en piedras duras.
Dos de los leones están firmados en la cola con una inscripción en latín realizada en bajorrelieve sobre la cera antes de proceder a la fundición. En ella se dice que fueron realizados en 1651 por Matteo Bonuccelli para el rey de España. Se cree que los dos leones que tienen esta inscripción fueron los primeros en ser realizados y enviados a España para que Felipe IV diera su aprobación antes de fundir los diez restantes. Otro de los leones, conservado en el Prado, está firmado en el lomo con las iniciales del escultor cinceladas en el bronce, como hizo también con sus esculturas del Hermafrodito y la Venus de la concha.
Los doce leones de bronce dorado de Bonuccelli han aparecido a lo largo del tiempo en las obras de arte de otros artistas o han servido de inspiración para su realización. Se los puede ver en retratos reyes o reinas de España (Carlos II, Isabel II, Mariana de Austria o Mariana de Neoburgo) pintados por artistas como Juan Carreño de Miranda, Claudio Coello o Federico de Madrazo. 
Los leones de la Fuente de Cibeles de Madrid, uno de los símbolos de la ciudad, están en parte inspirados en los leones de Bonuccelli (su autor, el escultor Roberto Michel, había sido el responsable de restaurarlos después de los daños sufridos en el incendio del Alcázar), así como también los dos leones de bronce de la entrada del Congreso de los Diputados, obra de Ponciano Ponzano, que son el emblema oficial de esta institución. 